# Severnyj veter
Severnyj veter (Северный ветер) è un film del 2021 diretto da Renata Litvinova.

## Trama
Nei territori dei Campi del Nord regna un clan matriarcale in pace e armonia. Tuttavia, un improvviso incidente rompe gli equilibri tra le donne facendo scoppiare il caos.